# Gentechnikgesetz (Schweiz)
Das Bundesgesetz über die Gentechnik im Ausserhumanbereich, kurz GTG, wurde am 21. März 2003 von der Bundesversammlung der Schweizerischen Eidgenossenschaft beschlossen. 
Das Gesetz soll:
- den Menschen, die Tiere und die Umwelt vor Missbräuchen der Gentechnologie schützen;
- dem Wohl des Menschen, der Tiere und der Umwelt bei der Anwendung der Gentechnologie dienen.

Es setzte die 
- die Artikel 74 Absatz 1, 118 Absatz 2 Buchstabe a und 120 Absatz 2 der Bundesverfassung (Würde der Kreatur),
- das Übereinkommen vom 5. Juni 1992 über die Biologische Vielfalt
- das Protokoll von Cartagena vom 29. Januar 2000 über die biologische Sicherheit zum Übereinkommen über die biologische Vielfalt,
- die Botschaft des Bundesrates vom 1. März 2000
- den Bericht der Kommission für Wissenschaft, Bildung und Kultur des Ständerates vom 30. April 2001

um.